# Paraliparis monoporus
Paraliparis monoporus är en fiskart som beskrevs av Anatoly Petrovich Andriashev och Neyelov, 1979. Paraliparis monoporus ingår i släktet Paraliparis och familjen Liparidae. Inga underarter finns listade i Catalogue of Life.